# Thiên hoàng Kimmei
Thiên hoàng Khâm Minh (欽明天皇 (Khâm Minh Thiên hoàng)/ きんめいてんのう Kinmei-tennō, 509 - 15 tháng 4, 571) là vị Hoàng đế thứ 29 của Nhật Bản theo Danh sách Nhật hoàng. Triều đại của ông kéo dài từ năm 539 đến năm 571, là triều đầu tiên mà lịch sử đương đại có thể xác định thời gian thẩm tra được.
Tước hiệu khi ấy của ông không phải là Thiên hoàng, vì phần lớn các nhà sử học đều tin rằng tước hiệu ấy không xuất hiện cho đến thời Thiên Vũ Thiên hoàng và Trì Thống Thiên hoàng. Thay vào đó, Khâm Minh Thiên hoàng đương thời Hơn nữa, có thể được gọi là Trị Thiên Hạ Đại vương (治天下大王; Amenoshita Shiroshimesu Ōkimi), hoặc Đại Hòa Đại vương (大和大王).

## Trị vì
Vì vài sự khác nhau trong ghi chép về Khâm Minh Thiên hoàng trong Nhật Bản thư kỷ, một vài người tin rằng đây thực chất là một triều đình đối địch với triều đình của An Nhàn Thiên hoàng và Tuyên Hóa Thiên hoàng. Tuy nhiên, theo ghi chép truyền thống, không phải cho đến lúc anh trai của Khâm Minh là Tuyên Hóa Thiên hoàng băng hà thì ông mới lên ngôi.
Theo ghi chép này, Tuyên Hóa Thiên hoàng băng hà vào năm 539 ở tuổi 73; và việc thừa kế ngôi báu 践祚 (senso tiễn tộ) được trao cho con trai thứ ba của Kế Thể Thiên hoàng, là người em trai ngay sau Tuyên Hóa. Ít lâu sau đó, Khâm Minh được cho rằng đã giành được ngai vàng 即位 (sokui tức vị)..
Khâm Minh Thiên hoàng thành lập triều đình tại điện Ky Thành Đảo Kim Thích cung (磯城嶋金刺宮; Shikishima no Kanazashi) ở tỉnh Yamato..
Những vị đại thần của Khâm Minh Thiên hoàng là:
- Ōomi ("Thần"): Soga no Iname no Sukune, còn gọi là Soga no Iname.[4]
- Ōmuraji ("Liên"): Monotobe Okoshi no Muraji, còn gọi là Mononobe no Okoshi.[4]
- Ōmuraji ("Liên"): Ōtomo Kanamura Maro, còn gọi là Nakatomi no Kanamura.[4]

Mặc dù triều đình chưa chuyển đến vùng Asuka trước năm 592, triều Thiên hoàng Khâm Minh được một số người coi là khởi đầu cho thời Asuka của Nhật Bản, đặc biệt là những người kết hợp thời Asuka trước hết với việc truyền bá Phật giáo vào Nhật Bản từ Triều Tiên.
Theo Nihon Shoki, Khâm Minh Thiên hoàng nhận bức tượng đồng Đức Phật Thích Ca Mâu Ni như là một món quà từ Thánh Minh Vương (聖明王, Seimei Ō) của Bách Tế cùng với đoàn sứ thần đặc biệt có thợ thủ công, nhà sư, và các đồ tạo tác khác vào năm 552. Tuy vậy, theo Jōgū Shōtoku Hōō Teisetsu, Phật giáo được truyền từ Bách Tế (đời vua Bách Tế Thánh Vương) vào Nhật Bản từ năm 538. Mặc dù Phật giáo đã được nhiều người nhập cư từ Triều Tiên thờ phụng từ trước đó, sự kiện này được coi là sự truyền bá chính thức Phật giáo vào đất nước.
Vương tử thứ ba của Bách Tế Thánh Vương là Thái tử Lâm Thánh (琳聖太子, Imseongtaeja) đã đến Nhật Bản sau khi phụ thân là Bách Tế Thánh Vương bị giết trong cuộc chiến với Tân La (đời vua Tân La Chân Hưng Vương) vào năm 554. Thái tử Lâm Thánh được cho là đã đóng một vai trò quan trọng trong sự hình thành của nhà nước Nhật Bản thời kỳ đầu. Sau đó, vua Bách Tế Uy Đức vương của Bách Tế đã cử các phái đoàn Phật giáo khác nhau đến Yamato Nhật Bản để bang giao.
Với việc truyền bá tôn giáo mới vào triều đình, quan hệ giữa gia tộc Mononobe ủng hộ thờ cùng các vị thần truyền thống Nhật Bản, và gia tộc Soga ủng hộ tiếp thu Phật giáo xấu đi nhiều. Ít lâu sau khi nhà Soga bắt đầu thờ cúng các bức tượng Phật, một bệnh dịch nổ ra, và nhà Mononobe gán cho đó là lời nguyền của các vị thần Nhật Bản trừng phạt việc thờ cúng các vị thần ngoại lai. Mononobe no Okoshi và người của mình ngay lập tức ném các bức tượng xuống sông Naniwa và đốt cháy ngôi chùa mà nhà Soga đã dựng để ngăn chặn bệnh dịch.
Theo Nhật Bản sử ký, Khâm Minh Thiên hoàng trị vì cho đến khi qua đời năm 571 và được chôn cất ở Cối Ôi Phản Cáp Lăng (桧隈坂合陵, Hinokuma no Sakai), nhưng một thuyết mạnh hơn cho rằng ông thực ra được chôn ở Kiến Phù Hoàn Sơn Cổ Phần lăng (見瀬丸山古墳陵, Kofunmisemaruyama) nằm ở thành phố Kashihara (橿原市).

## Gia quyến
Cha của Khâm Minh Thiên hoàng là Kế Thể Thiên hoàng và mẹ là con gái của Nhân Hiền Thiên hoàng, Tashiraka no Himemiko (手白香皇女 Tashiraka Ōjo, Thủ Bạch Hương Hoàng nữ). Trong thời mình, ông được biết đến với cái tên Amekuni Oshiharaki Hironiwa (天国排開広庭).
Khâm Minh Thiên hoàng có 6 phi tần và 25 người con; 16 hoàng tử và 9 hoàng nữ. Theo Nhật Bản thư kỷ, ông có 6 bà vợ; nhưng Cố sự ký cho rằng ông chỉ có 5 bà, với bà phi thứ 3 và thứ 6 là một; 3 người đầu tiên là các cháu gái của ông, con gái của người anh cùng cha khác mẹ Tuyên Hóa Thiên hoàng; 2 người khác là em và con gái của Soga no Iname.
- Hoàng hậu: Thạch Cơ hoàng nữ (石姬皇女; いしひめのひめみこ), con gái của Tuyên Hóa Thiên hoàng và Tachibana no Nakatsu; lập phi tần năm 540; lập Hoàng hậu năm 572; có ba người con:
  - Hoàng tử Yata no Tamakatsu no Oe (箭田珠勝大兄皇子; やたのたまかつのおおえのみこ), hoàng trưởng tử.
  - Hoàng tử Nunakura Futotama-Shiki (渟中倉太珠敷尊皇子; ぬなくらのふとたましきのみこと), sau là Mẫn Đạt Thiên hoàng.
  - Hoàng nữ Kasanui, Lập Phùng hoàng nữ (笠縫皇女; かさぬいのひめみこ).
- Phi: Trĩ Lăng Cơ hoàng nữ (稚綾姫皇女, わかやひめのひめみこ), con gái của Tuyên Hóa Thiên hoàng và Tachibana no Nakatsu; có một người con:
  - Hoàng tử Iso no Kami (石上皇子; いそのかみのみこ).
- Phi: Nhật Ảnh hoàng nữ (日影皇女, ひかげのひめみこ), con gái của Tuyên Hóa Thiên hoàng, mẹ có lẽ là một người thiếp; sinh được 1 người con:
  - Hoàng tử Kura (倉皇子; くらのみこ).
- Phi: Kiên Diêm viện (堅鹽媛, きたしひめ), con gái của Soga no Iname; qua đời trước năm 612; sinh 13 người con:
  - Hoàng tử Oe no Miko (大兄皇子, おおえのみこ), hoàng tứ tử, sau là Dụng Minh Thiên hoàng.
  - Hoàng nữ Ihane-hime, Bàn Ôi hoàng nữ (磐隈皇女, いわくまのひめみこ), trinh nữ; phải từ nhiệm vì dan díu với anh trai cùng cha khác mẹ, Hoàng tử Mubaragi.
  - Hoàng tử Atori (臘嘴鳥皇子, あとりのみこ).
  - Hoàng nữ Nukatabe (額田部皇女, ぬかたべのひめみこ), sau là Thôi Cổ Thiên hoàng.
  - Hoàng tử Maroko (椀子皇子, まろこのみこ).
  - Hoàng nữ Ohoyake, Đại Trạch hoàng nữ (大宅皇女, おおやけのひめみこ).
  - Hoàng tử Iso no Kami Be (石上部皇子, いそのかみべのみこ).
  - Hoàng tử Yamashiro (山背皇子, やましろのみこ).
  - Hoàng nữ Ohotomo, Đại Bạn hoàng nữ (大伴皇女, おおとものひめみこ).
  - Hoàng tử Sakurawi (桜井皇子, さくらいのみこ).
  - Hoàng nữ Katano, Kiên Dã hoàng nữ (肩野皇女, かたののひめみこ).
  - Hoàng tử Tachibana Moto no Wakugo (橘本稚皇子, たちばなのもとのわかみこ).
  - Hoàng nữ Toneri, Kim Nhân hoàng nữ (舎人皇女, とねりのひめみこ), sinh khoảng 565; mất 603; kết hôn với cháu trai là Hoàng tử Tame Toyora, con trai của Dụng Minh Thiên hoàng.
- Phi: Tiểu Tỉ quân (小姊君, おあねのきみ), con gái của Soga no Iname; có năm người con:
  - Hoàng tử Mubaragi (茨城皇子, うまらきのみこ).
  - Hoàng tử Katsuraki (葛城皇子, かずらきのみこ).
  - Hoàng nữ Hasetsukabe no Anahobe no Hashihito, Huyệt Tuệ Bộ Gian Nhân hoàng nữ (穴穗部間人皇女, あなほべのはしひとのひめみこ), sinh khoảng 560; mất 621; kết hôn với anh trai cùng cha khác mẹ là Dụng Minh Thiên hoàng; rồi sau đó là cháu trai và con trai của chồng, Hoàng tử Tame Toyora, con trai Dụng Minh Thiên hoàng.
  - Hoàng tử Amatsukabe Anahobe (穴穂部皇子, あなほべのみこ).
  - Hoàng tử Hatsusebe (泊瀬部皇子, はつせべのみこ), sau là Sùng Tuấn Thiên hoàng.
- Phi: Khang Tử (糠子, ぬかこ), con gái của Kasuga no Hifuri no Omi; sinh ra 2 người con:
  - Hoàng nữ Kasuga no Yamada no Iratsume, Xuân Nhật Sơn Điền hoàng nữ (春日山田皇女, かすがのやまだのひめみこ).
  - Hoàng tử Tachibana no Maro (橘麻呂皇子, たちばなのまろのみこ).